# Folieleje
Folieleje, også kendt som folie-luft leje, er en type af fluidleje. Med folielejer kan en aksel støttes af en fjedrende metalfolie mellem akslen og et lejerør. Når akslen roterer hurtigt nok, vil fluidet (typisk luft) skubbe metalfolien væk fra akslen, så der ikke er faststof kontakt mellem aksel og folien. Akslen og folien separeres grundet luftens høje tryk, som genereres af rotationen, der trækker gas ind i lejet via viskositetseffekter. Når akslen har en høj hastighed i forhold til foliet, vil et luftgab dannes - og når det er opnået vil lejet ikke slides. I modsætning til hydrostatiske lejer, kræver folielejer ikke et eksternt tryksystem for arbejdsmediet, så folielejet er selvstartende.

## Udvikling
Folielejer blev først udviklet i de sene 1950'ere af AiResearch Mfg. Co. som er en del af Garrett Corporation ved at anvende uafhængig R&D funde til at servicere militær og rumfarts anvendelser.
Folielejer blev først testet til kommercielt brug i United Airlines Boeing 727 og Boeing 737 køleturbiner i de tidlige og midt 1960'ere.
Garrett AiResearch air cycle machine folielejer blev først anvendt som original equipment i 1969 i DC-10'ens environmental control systems. Garrett AiResearch folielejer blev installeret på alle amerikanske militære luftfartøjer til at erstatte eksisterende oliesmurte rullelejer. Folielejers mulighed for at arbejde ved kryogene gastemperaturer såvel som meget høje temperaturer gav lejerne mange andre anvendelsesmuligheder.
Den aktuelle generation af folielejer med avancerede belægninger har gjort folielejer betydeligt bedre. Antislid belægninger eksisterer, som tillader over 100.000 start/stop cykler til typiske anvendelser. Nye 3. generation lejer kan klare en belastning på over 9.000 gange deres masse, ved ekstremt høje omdrejningshastigheder.

## Anvendelser
Turbomaskineri er den almindeligste anvendelse, fordi folielejer kan arbejde ved høje omdrejningshastigheder.
Den største fordel ved folielejer er, at de eliminerer oliesystemer som traditionelle lejedesign behøver.
Andre fordele er:
- Højere effektivitet, grundet lavere friktionvarmetab
- Øget funktionssikkerhed
- Højhastighedsmulighed
- Mindre støjende
- Bredere arbejdstemperaturområde (40–2.500 K)
- Høj vibration og chock belastningskapacitet
- Ingen planlagt vedligeholdelse
- Intet eksternt støttesystem
- Fuldt oliefri hvor kontamination er et problem
- I stand til at arbejde over kritisk hastighed

Aktuelle forskningsområder er:
- Højere belastning
- Øget dæmpning
- Forbedrede overfladebelægninger

De vigtigste ulemper er:
- Lavere belastning end rullelejer
- Slid under opstart og stop
- Der forudsættes høj arbejdshastighed